# (10204) Turing
(10204) Turing ist ein Asteroid des Hauptgürtels, der am 1. August 1997 vom italo-amerikanischen Astronomen Paul G. Comba am Prescott-Observatorium (Sternwarten-Code 684) in Arizona entdeckt wurde.
Der Asteroid wurde am 2. März 1999 nach dem britischen Logiker, Mathematiker, Kryptoanalytiker und Informatiker Alan Turing (1912–1954) benannt, der als einer der einflussreichsten Theoretiker der frühen Computerentwicklung gilt und während des Zweiten Weltkrieges maßgeblich an der Entzifferung der mit der Enigma verschlüsselten deutschen Funksprüche beteiligt war.